# Куворден
Куворден (нід. Coevorden, нід. вимова: [ˈkuvɔrdə(n)] ( прослухати)) — місто і муніципалітет у Нідерландах, у провінції Дренте, на кордоні із Німеччиною.

## Історія

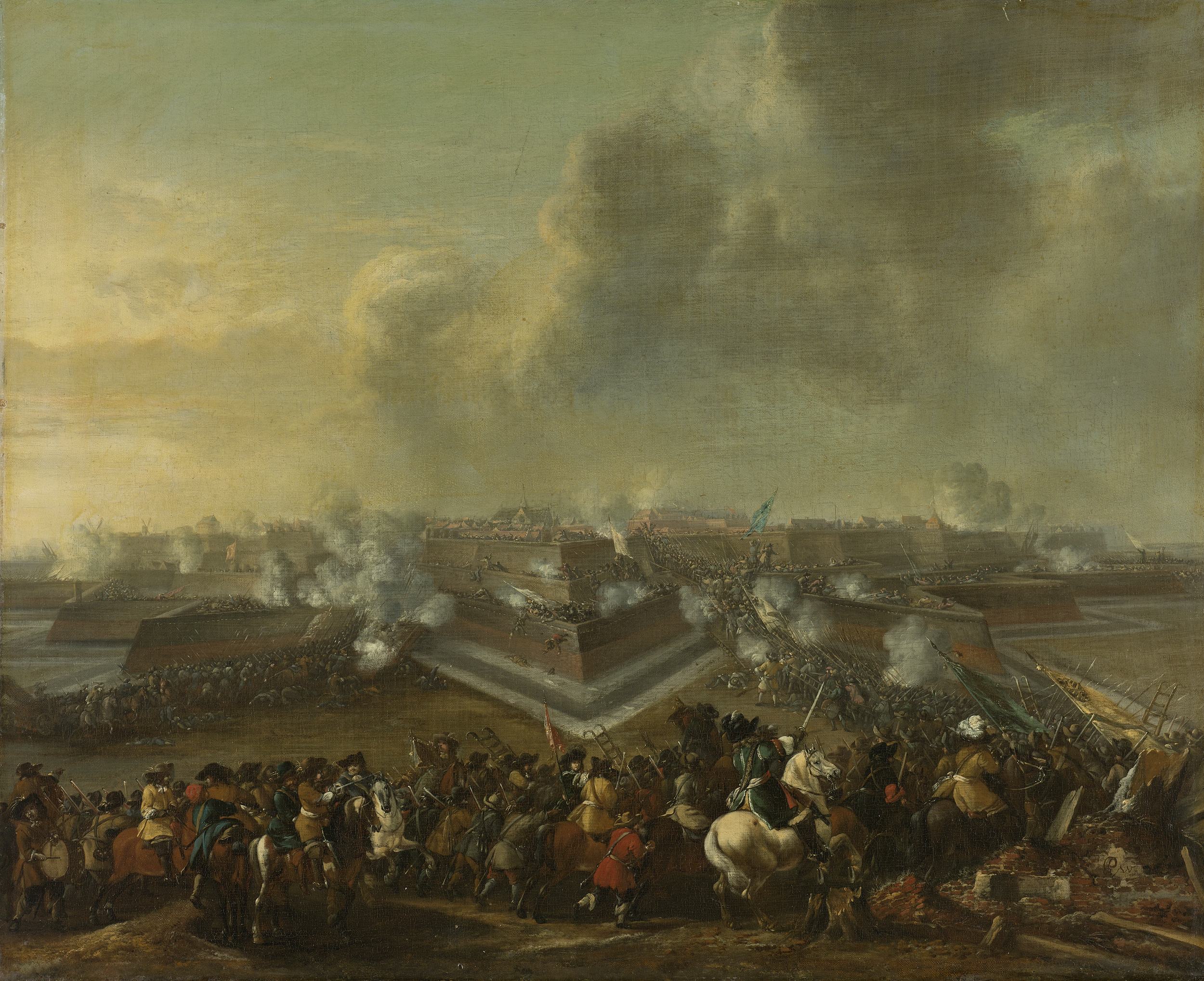
Картина із зображенням облоги Кувордена нідерландськими військами наприкінці 1672 року під час Франко-голландської війни.

Куворден отримав міські права 1408 року, що робить його найдавнішим містом провінції Дренте.
Під час Вісьмидесятирічної війни (1568–1648) 1592 року місто, яке на той час контролювалося іспанцями, було обложене об'єднаними голландськими й англійськими військами під орудою Моріца Оранського і врешті-решт капіталювало. Наступного року Іспанія спробувала повернути контроль над Куворденом, проте її облога успіхом не увінчалася.
На початку 17-го сторіччя місто було кардинально перебудоване з приведенням його структури до бастіонної системи
В рамках адміністративної реформи 1998 року до міста Куворден було приєднано низку навколишніх муніципалітетів з утворенням нового однойменного муніципалітету. 

## Населені пункти муніципалітету
Крім безпосередньо міста Куворден до складу муніципалітету входять такі населені пункти:
Села
- Алден
- Бенневелд
- Вахтюм
- Везюп
- Везюпербрюг
- Гес
- Гесбрюг
- Голслот
- Дален
- Далервен
- Далерпел
- Де-Кіл
- Ерм
- Звело
- Звіндерен
- Меппен
- Норд-Слен
- Нюланде (частина)
- Остересселен
- Слен
- Стенвейксмур
- Стілт'єсканал
- Схонорд
- 'т-Гант'є

Селища
- Ахтерсте-Ерм
- Балласт
- Валстег
- Веєрсволд
- Венгейзен
- Вліггейс
- Воссебелт
- Гогегар
- Гревенберг
- Ден-Гол
- Діпгорн
- Елдейк
- Кіббелвен
- Клостер
- Лангерак
- Ніве-Крім
- Падгейс
- Піквелд
- Схіммеларей

## Визначні мешканці
- Йоганнес Бенедиктус ван Гьотц (1851-1924) — нідерландський військовий і політичний діяч, п'ятдесят п'ятий генерал-губернатор Голландської Ост-Індії.
- Тім де Зеу (нар. 1956) —  нідерландський астроном.

## Галерея

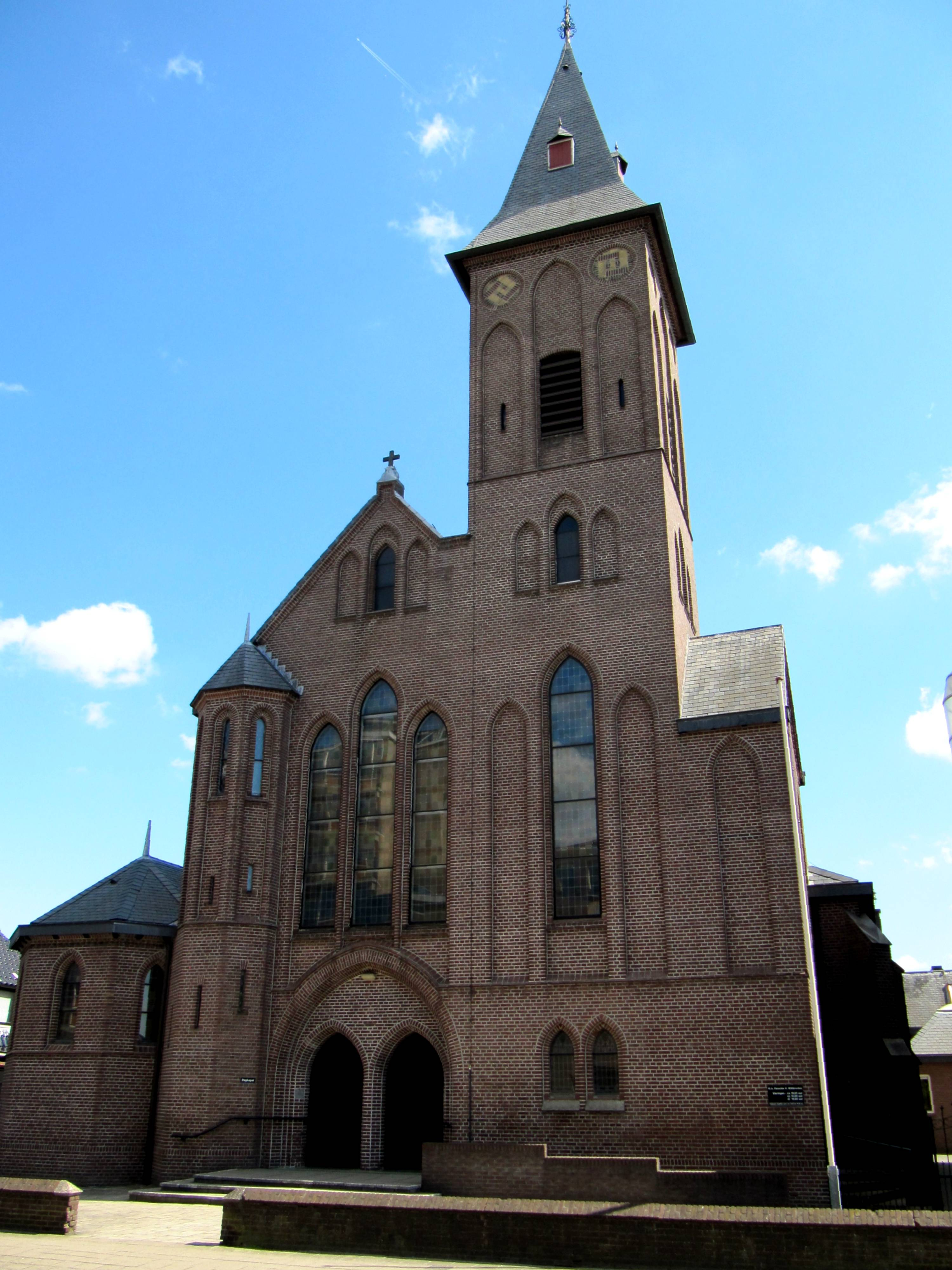
Церква св. Вілліброрда
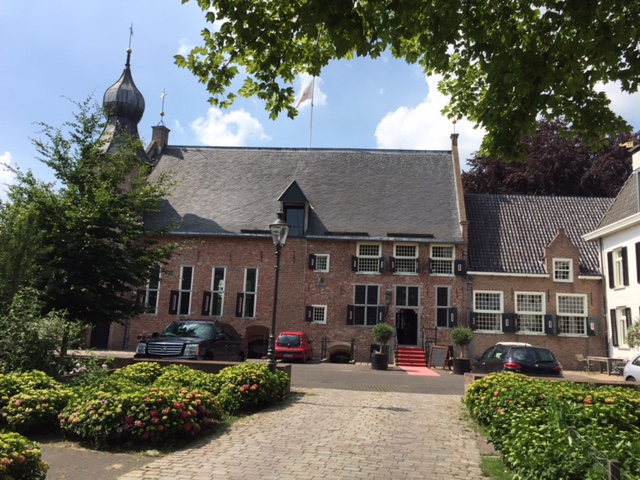
Замок Куворден
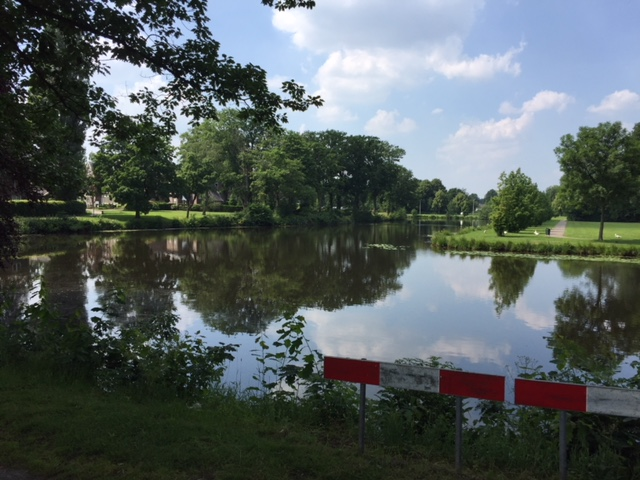
Водойма у парку
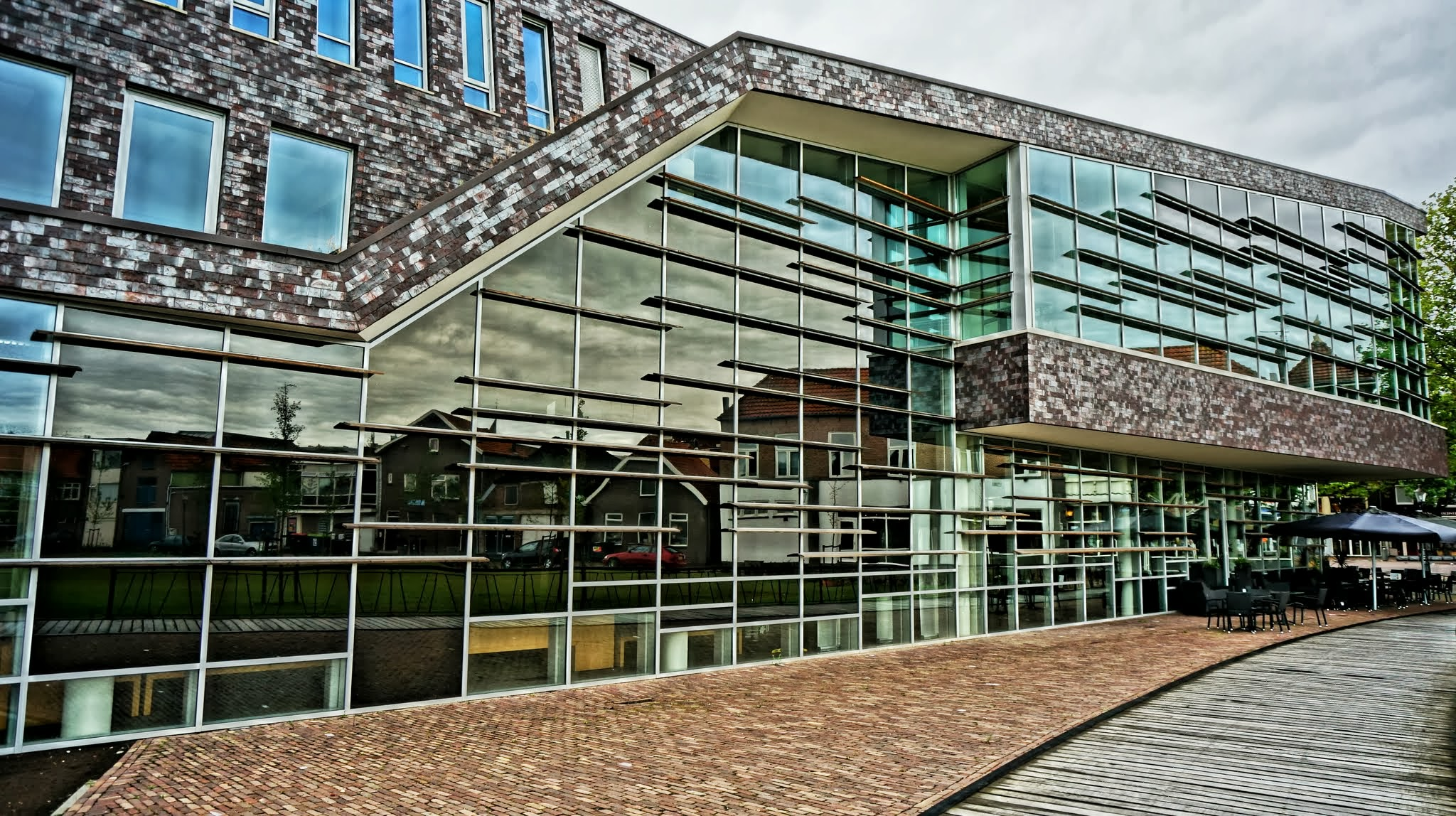
Будівля мерії